# Rationalisierung (Bruchrechnung)
Als Rationalisierung (auch: Rationalisieren oder rational Machen) bezeichnet man in der elementaren Algebra eine Technik, eine irrationale Zahl (zum Beispiel eine Wurzel oder eine komplexe Zahl) im Zähler oder im Nenner eines Bruches zu eliminieren, d. h. durch einen gleichwertigen Ausdruck mit ausschließlich rationalen Zahlen zu ersetzen.
Die zu eliminierende irrationale Zahl selbst liegt meist als Monom oder Binom vor. Bei der grundsätzlichen Vorgehensweise erweitert man den Bruch mit einem passend gewählten Faktor, d. h. man multipliziert sowohl den Zähler wie auch den Nenner des Bruchs mit diesem Faktor, wodurch sich der Wert des Bruchs nicht ändert.

## Rechenbeispiele
In den folgenden Beispielen steht die Variable {\displaystyle r} für eine beliebige reelle Zahl.

### Rationalisierung eines monomischen Nenners
Als Beispiel sei der Bruch
{\displaystyle {\frac {r}{\sqrt[{n}]{x^{m}}}}}
mit einer allgemeinen Wurzel im Nenner und mit {\displaystyle n>m} gegeben. Erweitert man mit {\displaystyle {\sqrt[{n}]{x^{n-m}}}}, so erhält man
{\displaystyle {\frac {r}{\sqrt[{n}]{x^{m}}}}\cdot {\frac {\sqrt[{n}]{x^{n-m}}}{\sqrt[{n}]{x^{n-m}}}}={\frac {r{\sqrt[{n}]{x^{n-m}}}}{\sqrt[{n}]{x^{n}}}}={\frac {r{\sqrt[{n}]{x^{n-m}}}}{x}}.}

### Rationalisierung eines binomischen Nenners
Generell wird hierbei der Bruch mit der Konjugation des binomischen Nenners erweitert. Die Multiplikation eines Binoms mit dem konjugierten Binom tritt auch in der dritten binomischen Formel auf.

#### Beispiel mit binomischer Wurzel
Gegeben sei der Bruch
{\displaystyle {\frac {r}{{\sqrt {x}}+{\sqrt {y}}}}.}
Erweitern mit dem konjugierten Binom ergibt
{\displaystyle {\frac {r}{{\sqrt {x}}+{\sqrt {y}}}}\cdot {\frac {{\sqrt {x}}-{\sqrt {y}}}{{\sqrt {x}}-{\sqrt {y}}}}={\frac {r({\sqrt {x}}-{\sqrt {y}})}{{\sqrt {x}}^{2}-{\sqrt {y}}^{2}}}={\frac {r({\sqrt {x}}-{\sqrt {y}})}{x-y}}.}

#### Anwendung auf komplexe Zahlen
Auch eine komplexe Zahl im Nenner eines Bruches kann vermieden werden. Nehmen wir als Beispiel den Kehrwert einer komplexen Zahl {\displaystyle z=a+ib}. Man erhält
{\displaystyle {\frac {1}{z}}={\frac {1}{a+ib}}.}
Durch Erweiterung dieses Bruchs mit der konjugiert komplexen Zahl von {\displaystyle z}, d. h. {\displaystyle {\overline {z}}=a-ib}, erhält man
{\displaystyle {\frac {1}{a+ib}}={\frac {a-ib}{(a+ib)(a-ib)}}={\frac {a-ib}{a^{2}+b^{2}}}={\frac {a}{a^{2}+b^{2}}}-i{\frac {b}{a^{2}+b^{2}}}.}

### Rationalisierung eines Zählers
Obwohl das Rationalisieren des Nenners eine weitaus größere Rolle spielt, ist in der Analysis das Rationalisieren des Zählers oft hilfreich. Insbesondere bei der Bestimmung von Grenzwerten lassen sich dadurch oft unbestimmte Ausdrücke berechnen.
Als Beispiel sei der Ausdruck
{\displaystyle \lim _{x\to 0}{\frac {{\sqrt {r+x}}-{\sqrt {r}}}{x}}}
gegeben. Einsetzen von {\displaystyle x=0} liefert in diesem Fall den unbestimmten Ausdruck „{\displaystyle {\tfrac {0}{0}}}“. Durch Rationalisieren des Zählers erhält man unter Nutzung der dritten binomischen Formel analog zu oben:
{\displaystyle \lim _{x\to 0}{\frac {{\sqrt {r+x}}-{\sqrt {r}}}{x}}\cdot {\frac {{\sqrt {r+x}}+{\sqrt {r}}}{{\sqrt {r+x}}+{\sqrt {r}}}}=\lim _{x\to 0}{\frac {\cancel {(r+x)-r}}{{\cancel {x}}\cdot ({\sqrt {r+x}}+{\sqrt {r}})}}={\frac {1}{2{\sqrt {r}}}}.}

## Anwendungen
- Manche mathematische Konventionen sehen vor, einen Bruch möglichst ohne Wurzeln im Nenner darzustellen.
- Die Methode kann sinnvoll sein, um die numerische Berechnung solcher Brüche zu vereinfachen.
- In vielen Fällen ist ein Weiterrechnen ohne Rationalisierung des Nenners oder gar Zählers nicht möglich.